# 24.ª Divisão de Infantaria (Alemanha)
A 24ª Divisão de Infantaria (em alemão: 24. Infanterie-Division) foi uma Divisão de Infantaria da Alemanha durante a Segunda Guerra Mundial. A unidade foi formada em Chemnitz, em Wehrkreis IV, no dia 15 de outubro de 1935. Participou desde o primeiro dia da Segunda Guerra Mundial, como parte da 1ª onda (em alemão: 1. Welle) durante a campanha polonesa, permanecendo na ativa até o último dia de guerra, se rendendo em Courland no dia 8 de maio de 1945.

## Comandantes
| Comandante                                    | Data                                              |
| --------------------------------------------- | ------------------------------------------------- |
| Generalleutnant Werner Kienitz                | 15 de outubro de 1935 - 1 de abril de 1938        |
| Generalleutnant Sigisimund von Förster        | 1 de abril de 1938 - 10 de novembro de 1938       |
| Generalleutnant Friedrich Olbricht            | 10 de novembro de 1938 - 15 de fevereiro de 1940  |
| Generalleutnant Justin von Obernitz           | 15 de fevereiro de 1940 - 14 de junho de 1940     |
| General der Infanterie Hans von Tettau        | 14 de junho de 1940 - 23 de fevereiro de 1943     |
| General der Gebirgstruppen Kurt Versock       | 23 de fevereiro de 1943 - 24 de fevereiro de 1944 |
| Generalleutnant Hans Freiherr von Falkenstein | 24 de fevereiro de 1944 - 3 de junho de 1944      |
| General der Gebirgstruppen Kurt Versock       | 3 de junho de 1944 - 2 de setembro de 1944        |
| Generalmajor Harald Schultz                   | 3 de setembro de 1944 - 8 de maio de 1945         |

## Oficiais de Operações (Ia)
| Major Hans Krebs                       | 15 de outubro de 1935 - 12 de outubro de 1937 |
| Oberstleutnant Gerhard Feyerabend      | 12 de outubro de 1937 - 1 de outubro de 1939  |
| Major Fritz Merker                     | 1 de outubro de 1939 - 10 de julho de 1940    |
| Oberstleutnant Günther Aßmann          | 10 de julho de 1940 - 11 de dezembro de 1941  |
| Oberstleutnant Reinhard Petri          | 11 de dezembro de 1941 - 6 de janeiro de 1942 |
| Oberstleutnant Ernst-Friedrich Biehler | 6 de janeiro de 1942 - 10 de dezembro de 1943 |
| Oberstleutnant Gottfried Herzog        | 10 de dezembro de 1943 - 1945                 |

## Área de Operações
| Polônia                      | setembro de 1939 - maio de 1940  |
| França                       | maio de 1940 - junho de 1941     |
| Frente Oriental, setor sul   | junho de 1941 - dezembro de 1942 |
| Frente Oriental, setor norte | dezembro de 1942 - maio de 1945  |

## Ordem de Batalha
24. Infanteriedivision (15. Oktober 1935):
- Infanterie-Regiment 31 (Stab, I.-III.)
- Infanterie-Regiment 102 (Stab, I.-III.)
- Infanterie-Regiment 103 (Stab, I.-II.)
- Artillerie-Regiment 24 (I.)
- Artillerie-Regiment 60 (Stab, I., II.)
- Beobachtungs-Abteilung 24
- Pionier-Bataillon 44
- Panzerabwehr-Abteilung 24
- Infanterie-Divisions-Nachrichten-Abteilung 24

6 de outubro de 1936
- Infanterie-Regiment 31 (Stab, I.-III., Erg.)
- Infanterie-Regiment 102 (Stab, I.-III., Erg.)
- Infanterie-Regiment 103 (Stab, I.-II.)
- Artillerie-Regiment 24 (Stab, I., III.)
- Artillerie-Regiment 60 (I., II.)
- Beobachtungs-Abteilung 24
- Panzerabwehr-Abteilung 24
- Pionier-Bataillon 24
- Infanterie-Divisions-Nachrichten-Abteilung 24

12 de outubro de 1937
- Infanterie-Regiment 31 (Stab, I.-III., Erg.)
- Infanterie-Regiment 102 (Stab, I.-III., Erg.)
- Infanterie-Regiment 103 (Stab, I.-III.)
- Artillerie-Regiment 24 (Stab, I.-III.)
- Artillerie-Regiment 60 (I., II.)
- Beobachtungs-Abteilung 24
- Panzerabwehr-Abteilung 24
- Pionier-Bataillon 24
- Infanterie-Divisions-Nachrichten-Abteilung 24

10 de novembro de 1938
- Infanterie-Regiment 31 (Stab, I.-II., I. Erg., II. Erg.)
- Infanterie-Regiment 32 (Stab, I.-III.)
- Infanterie-Regiment 102 (Stab, I.-II., I. Erg., II. Erg.)
- Artillerie-Regiment 24 (Stab, I.-III.)
- Artillerie-Regiment 60 (I., II.)
- Beobachtungs-Abteilung 24
- Panzerabwehr-Abteilung 24
- Pionier-Bataillon 24
- Infanterie-Divisions-Nachrichten-Abteilung 24

setembro de 1939
- Infanterie-Regiment 31 (Stab, I.-III.)
- Infanterie-Regiment 32 (Stab, I.-III.)
- Infanterie-Regiment 102 (Stab, I.-III.)
- Artillerie-Regiment 24 (Stab, I.-III.)
- Artillerie-Regiment 60 (I.)
- Beobachtungs-Abteilung 24
- Aufklärungs-Abteilung 24
- Panzerabwehr-Abteilung 24
- Pionier-Bataillon 24
- Infanterie-Divisions-Nachrichten-Abteilung 24
- Infanterie-Divisions-Nachschubführer 24
- Feldersatz-Bataillon 24

maio de 1940
- Infanterie-Regiment 31
- Infanterie-Regiment 32
- Infanterie-Regiment 102
- Artillerie-Regiment 24
- I./Artillerie-Regiment 60
- Aufklärungs-Abteilung 24
- Panzerjäger-Abteilung 24
- Pionier-Bataillon 24
- Infanterie-Divisions-Nachrichten-Abteilung 24
- Infanterie-Divisions-Nachschubführer 24

## Serviço de Guerra
| Data                    | Corpo                      | Exército        | Grupo de Exércitos | Área                    |
| ----------------------- | -------------------------- | --------------- | ------------------ | ----------------------- |
| setembro de 1939        | X Corpo de Exército        | 8º Exército     | Süd                | Schlesien, Polônia      |
| dezembro de 1939        | Reserva                    | 12º Exército    | A                  | Eifel                   |
| maio de 1940            | VI Corpo de Exército       | 12º Exército    | A                  | Luxemburgo, França      |
| junho de 1940           | VII Corpo de Exército      | 16º Exército    | A                  | França (Maas)           |
| julho de 1940           | IV Corpo de Exército       | 9º Exército     | A                  | França                  |
| agosto de 1940          | IV Corpo de Exército       | 9º Exército     | A                  | Schelde                 |
| 27 de novembro de 1940  | XXIII Corpo de Exército    | 9º Exército     | A                  | Schelde                 |
| 1 de janeiro de 1941    | XXIII Corpo de Exército    | 9º Exército     | A                  | Schelde                 |
| 23 de março de 1941     | XXXVII Corpo de Exército   | 9º Exército     | A                  | Schelde                 |
| 22 de abril de 1941     | IV Corpo de Exército       | 17º Exército    | A                  | Galizien (Mielce)       |
| junho de 1941           | IV Corpo de Exército       | 17º Exército    | Süd                | Winniza                 |
| 19 de julho de 1941     | XXXIV Corpo de Exército    | 17º Exército    | Süd                | Winniza                 |
| 1 de agosto de 1941     | XXXXIV Corpo de Exército   | 1º Grupo Panzer | Süd                | Uman                    |
| 1 de setembro de 1941   | Gruppe von Schwedler (IV.) | 17º Exército    | Süd                | Kiew                    |
| 14 de setembro de 1941  | XI Corpo de Exército       | 17º Exército    | Süd                | Kiew                    |
| 24 de setembro de 1941  | Korück 550                 | 17º Exército    | Süd                | Kiew                    |
| 9 de outubro de 1941    | Bef. rückw. H.Gebiet Süd   | Süd             | Kiew               |                         |
| 27 de outubro de 1941   | z. Vfg.                    | 11º Exército    | Süd                | Krim                    |
| 19 de novembro de 1941  | LIV Corpo de Exército      | 11º Exército    | Süd                | Krim                    |
| 1 de janeiro de 1942    | LIV Corpo de Exército      | 11º Exército    | Süd                | Krim                    |
| 7 de julho de 1942      | LIV Corpo de Exército      | 11º Exército    | A                  | Krim                    |
| 6 de agosto de 1942     | z.Vfg.                     | 11º Exército    | A                  | Krim                    |
| 26 de agosto de 1942    | L Corpo de Exército        | 18º Exército    | Nord               | a caminho de Leningrado |
| 1 de setembro de 1942   | z. Vfg.                    | 18º Exército    | Nord               | Leningrado              |
| 5 de setembro de 1942   | XXX Corpo de Exército      | 11º Exército    | Nord               | Leningrado              |
| 17 de outubro de 1942   | XXVI Corpo de Exército     | 18º Exército    | Nord               | Leningrado              |
| 4 de dezembro de 1942   | I Corpo de Exército        | 18º Exército    | Nord               | Leningrado, Wolkhow     |
| 1 de janeiro de 1943    | I Corpo de Exército        | 18º Exército    | Nord               | Leningrado, Wolkhow     |
| 14 de fevereiro de 1943 | L Corpo de Exército        | 18º Exército    | Nord               | Leningrado, Wolkhow     |
| 11 de março de 1943     | LIV Corpo de Exército      | 18º Exército    | Nord               | Leningrado, Wolkhow     |
| fevereiro de 1944       | L Corpo de Exército        | 18º Exército    | Nord               | Pleskau                 |
| abril de 1944           | X Corpo de Exército        | 16º Exército    | Nord               | Polozk                  |
| maio de 1944            | I Corpo de Exército        | 16º Exército    | Nord               | Polozk                  |
| junho de 1944           | Reserva                    | 16º Exército    | Nord               | Polozk                  |
| julho de 1944           | I Corpo de Exército        | 16º Exército    | Nord               | Polozk                  |
| agosto de 1944          | X Corpo de Exército        | 18º Exército    | Nord               | Latvia                  |
| outubro de 1944         | Reserva                    | 16º Exército    | Nord               | Kurland                 |
| novembro de 1944        | L Corpo de Exército        | Kleffel         | Nord               | Kurland                 |
| dezembro de 1944        | L Corpo de Exército        | 16º Exército    | Nord               | Kurland                 |
| fevereiro de 1945       | L Corpo de Exército        | 16º Exército    | Kurland            | Kurland                 |
| março de 1945           | VI Corpo Panzer SS         | 16º Exército    | Kurland            | Kurland                 |